# Ambia ellipes
Ambia ellipes là một loài bướm đêm trong họ Crambidae.